# Ségur-les-Villas
Ségur-les-Villas är en kommun i departementet Cantal i regionen Auvergne-Rhône-Alpes i mitten av Frankrike. Kommunen ligger i kantonen Allanche som ligger i arrondissementet Saint-Flour. År 2022 hade Ségur-les-Villas 215 invånare.

## Befolkningsutveckling
Antalet invånare i kommunen Ségur-les-Villas
Referens:INSEE